# Octopus lechenaultii
Octopus lechenaultii är en bläckfiskart som beskrevs av D'Orbigny 1826 in Férussac. Octopus lechenaultii ingår i släktet Octopus och familjen Octopodidae. Inga underarter finns listade i Catalogue of Life.